# مانگوون-دونگ
مانگوون-دونگ (به لاتین: Mangwon-dong) یک منطقهٔ مسکونی در کره جنوبی است که در Mapo District واقع شده‌است.